# Матчи мужской сборной России по волейболу 2009
В сезоне 2009 года сборная России под руководством Даниэле Баньоли выиграла бронзу Мировой лиги, завоевала путёвку на чемпионат мира-2010 и заняла 4-е место на чемпионате Европы.

## Хроника сезона
Итальянец Даниэле Баньоли был выбран главным тренером сборной России 17 февраля на безальтернативной основе. В то время он возглавлял московское «Динамо», а по окончании чемпионата страны покинул столичный клуб и сосредоточился на подготовке сборной к сезону, начинающему очередной олимпийский цикл. «За те два года, что нахожусь в России, я успел познакомиться и с вашей страной, и с российскими игроками. Думаю, у мужской сборной есть прекрасный потенциал, чтобы добиваться самых больших высот. Постараюсь помочь ей в этом», — заявил новый рулевой российской команды.
К Мировой лиге сборная впервые готовилась на недавно введённой в строй тренировочной базе «Волей Град» под Анапой. На сборе работали 25 человек — кандидаты не только в главную команду, но и в студенческую, которой под руководством помощника Баньоли Бориса Колчинса предстояло выступление на Универсиаде в Белграде. За тренировками российских волейболистов также наблюдали добровольно приехавшие на базу наставники команд Суперлиги, в числе которых был и предшественник Баньоли на посту главного тренера сборной России Владимир Алекно.
Призвав в сборную довольно большое число игроков, ранее за неё ещё не выступавших, Баньоли в то же время максимально сохранил костяк команды Алекно. Из участников Олимпийских игр в Пекине в команде 2009 года не было только доигровщика Александра Корнеева и центрального блокирующего Алексея Остапенко, проходившего восстановление после полученной на Олимпиаде серьёзной травмы. Ещё двое участников Игр-2008, Александр Косарев и Вадим Хамутцких, пропустили Мировую лигу, но присоединились к сборной по ходу сезона. Заметным также стало новое появление в национальной команде Алексея Казакова, не привлекавшегося в неё с лета 2007 года. Новым капитаном российской дружины был выбран Сергей Тетюхин, начавший путь на пятую в своей карьере Олимпиаду: «Решение продолжить выступления за национальную команду далось оно мне очень нелегко. Мучили сомнения, стоит ли предпринимать новую попытку. Но прошло время — и желание появилось».
В первом матче сезона, против японцев в Токородзаве, в составе сборной дебютировали Алексей Черемисин, Евгений Сивожелез, Денис Калинин и Антон Асташенков. В следующем игровом уик-энде, проходившем в Гаване, свои силы в российской команде впервые попробовал Александр Бутько, прежде заигранный за сборную Беларуси. Даниэле Баньоли также обратил внимание на Дмитрия Мусэрского и включил его в расширенную заявку на Мировую лигу, однако из-за проблем с коленом дебют в сборной молодого центрального «Локомотива-Белогорья» был отложен на следующий год.
Предсказуемо выиграв оба матча у сборной Японии, российская команда поделила очки с кубинцами и в дальнейшем в домашних турах, несмотря на усиление в лице не игравших в первых матчах сезона Сергея Тетюхина и Алексея Кулешова, продолжила чередовать победы и поражения. Из-за этого сборная России практически потеряла шанс занять первое место в группе и могла реально рассчитывать только на то, что покажет лучший результат среди тех команд, которые станут в группах вторыми. Более конкретно этот расклад означал, что россиянам надо было набрать 6 очков в матчах против команды Болгарии в Варне при условии, что не имеющая турнирной мотивации сборная Китая в Нанкине не позволит добиться того же итальянцам. В итоге всё сложилось как по заказу — подопечные Баньоли дважды обыграли Болгарию со счётом 3:0, выходя на второй матч вскоре после того, как «Скуадра Адзурра» лишь в пяти партиях сломила сопротивление китайцев, потеряв тем самым один турнирный балл.
Выступление в «Финале шести» сборная России начала со второго игрового дня, а в первом принимавшая турнир сборная Сербии обыграла американцев, лишившихся после победной пекинской Олимпиады половины основного состава, включая знаменитого связующего Ллоя Болла. Россияне также обыграли сборную США в трёх партиях и гарантировали себе выход в полуфинал независимо от результата матча с Сербией, однако проигрыш хозяевам вывел сборную России на бразильцев, которые шансов на финал не предоставили. Итогом турнира для команды Даниэле Баньоли стало 3-е место, а индивидуальным призом был награждён только либеро Алексей Вербов.
В начале августа в Тампере сборная России завоевала путёвку в финальную стадию чемпионата мира 2010 года, одержав победы над всеми тремя соперниками по отборочной группе. Единственным неприятным итогом этого турнира стала травма мизинца правой руки у Максима Михайлова, из-за которой он на протяжении всего периода подготовки к стартующему через месяц чемпионату Европы был вынужден тренироваться по индивидуальной программе, не снимая гипсовой лонгеты и не прикасаясь к мячу. Поскольку участие Михайлова на Европе оказалось под вопросом, а из диагональных в команде оставался только Семён Полтавский, Баньоли снова вызвал Алексея Черемисина, пропустившего «Финал шести» Мировой лиги и турнир в Тампере, и все трое диагональных в итоге попали в заявку на чемпионат. Худшие опасения по поводу Михайлова не оправдались — начиная со второго игрового дня континентального первенства он мог полноценно тренироваться и играть. Состав национальной команды также пополнил дебютант Денис Бирюков, один из лучших игроков Универсиады в Белграде.
Чемпионат Европы в Турции сборная России начала с невыразительных, но всё же победных матчей против команд Эстонии и Нидерландов, а затем, набрав обороты, разгромила финнов в заключительной игре первого группового этапа и одержала победы во всех матчах второго этапа против куда более грозных команд Сербии, Италии и Болгарии. В соперники по полуфиналу жеребьёвка определила россиянам сборную Франции.
Игра с ней не заладилась с самого начала, в чём прежде была немалая заслуга и самих французов. Команда, традиционно цепко играющая в защите, на сей раз продемонстрировала просто феноменальную игру в этом компоненте, что стало залогом победы в двух стартовых сетах. Ко второму техническому перерыву в третьей партии «трёхцветные» лидировали — 16:12, но сработал излюбленный тактический ход Даниэле Баньоли — двойная замена, к которой он прибегал в каждом матче сезона. Вытащив партию на «балансе» (27:25), сборная России легко выиграла и следующий сет у заметно уставшего соперника. С начала решающей партии инициатива также находилась в руках российских волейболистов, которые хоть и позволили уступавшим со счётом 5:9 французам сократить отставание до минимума, после взятого тренером тайм-аута добились казалось бы решающего преимущества — 13:9. Но французы сначала уверенно «снялись» с подачи Сергея Гранкина, а в следующем розыгрыше подняли невероятный мяч после темповой атаки россиян и словно поймали второе дыхание, в то время как игроки российской команды стали выглядеть растерянными. На не самой опасной подаче Оливье Киффера сборная Франции смогла выйти вперёд — 14:13. Далее команды поочередно набирали очки до счёта 16:15, при котором Гийом Самика эйсом оформил поражение сборной России. После матча Баньоли заявил, что его подопечные в критический момент «потеряли голову» и «сдали почти выигранный матч».
В матче за третье место морально опустошённая тяжёлым поражением в полуфинале сборная России ничего не смогла противопоставить болгарам и впервые с 1997 года осталась за чертой призёров чемпионата Европы. Два игрока сборной были награждены индивидуальными призами: Юрий Бережко как лучший на подаче и Александр Волков как лучший в атаке.

## Статистика матчей
В 2009 году сборная России провела 27 официальных матчей, из которых 19 выиграла.
| № 1 (431) | 13 июня. Токородзава. Япония — Россия — 0:3 (22:25, 23:25, 16:25). Мировая лига. Интерконтинентальный раунд                 |
| Япония: Дайсукэ Усами — 1 (0, 1, 0), Кунихиро Симидзу — 18 (17, 0, 1), Такэси Китадзима — 1 (1, 0, 0), Тацуя Фукудзава — 13 (13, 0, 0), Ёсихико Мацумото — 8 (7, 1, 0), Кота Ямамура — 2 (2, 0, 0), Осаму Танабэ (л), Такааки Томимацу, Сиро Фурута, Юта Ёнэяма — 1 (1, 0, 0), Юта Абэ, Кадзуки Маэда. Россия: Сергей Гранкин — 4 (1, 3, 0), Семён Полтавский — 16 (15, 0, 1), Владимир Мельник — 7 (5, 2, 0), Юрий Бережко — 12 (10, 1, 1), Алексей Казаков — 7 (3, 4, 0), Александр Волков — 9 (6, 3, 0), Алексей Вербов (л), Олег Самсонычев — 1 (1, 0, 0), Алексей Черемисин — 2 (1, 0, 1), Евгений Сивожелез — 3 (1, 1, 1), Денис Калинин, Антон Асташенков — 2 (2, 0, 0). Очки — 61:75 (атака — 41:45, блок — 2:14, подача — 1:4, ошибки соперника — 17:12). Время матча — 1:19. Tokorozawa Municipal Gymnasium. 3997 зрителей. Отчёт.   | |
| № 2 (432) | 14 июня. Токородзава. Япония — Россия — 1:3 (22:25, 22:25, 25:22, 12:25). Мировая лига. Интерконтинентальный раунд          |
| Япония: Дайсукэ Усами, Кунихиро Симидзу — 19 (17, 1, 1), Тацуя Фукудзава — 9 (9, 0, 0), Юта Ёнэяма — 8 (8, 0, 0), Ёсихико Мацумото — 5 (2, 3, 0), Такааки Томимацу — 6 (6, 0, 0), Осаму Танабэ (л), Кота Ямамура, Сиро Фурута — 1 (1, 0, 0), Юта Абэ — 2 (2, 0, 0), Юсукэ Мацута — 1 (0, 1, 0). Россия: Сергей Гранкин, Семён Полтавский — 13 (11, 2, 0), Владимир Мельник — 4 (4, 0, 0), Юрий Бережко — 14 (12, 1, 1), Алексей Казаков — 11 (4, 4, 3), Александр Волков — 9 (7, 2, 0), Алексей Вербов (л), Олег Самсонычев, Алексей Черемисин — 8 (7, 1, 0), Евгений Сивожелез — 8 (7, 1, 0), Антон Асташенков — 4 (3, 1, 0). Очки — 81:97 (атака — 45:55, блок — 5:12, подача — 1:4, ошибки соперника — 30:26). Время матча — 1:40. Tokorozawa Municipal Gymnasium. 3895 зрителей. Отчёт.                                                    | |
| № 3 (433) | 19 июня. Гавана. Куба — Россия — 3:2 (25:18, 24:26, 22:25, 25:23, 15:11). Мировая лига. Интерконтинентальный раунд          |
| Куба: Йоандри Диас — 2 (0, 2, 0), Роландо Сепеда — 10 (8, 2, 0), Вильфредо Леон — 11 (7, 1, 3), Йоандри Леаль — 21 (18, 2, 1), Османи Камехо — 10 (9, 1, 0), Роберланди Симон — 14 (11, 3, 0), Кейбель Гутьеррес (л), Одельвис Доминико — 3 (3, 0, 0), Майкл Санчес — 6 (5, 1, 0), Мигель Дальмау. Россия: Сергей Гранкин — 3 (1, 1, 1), Семён Полтавский — 15 (11, 2, 2), Евгений Сивожелез — 12 (8, 1, 3), Юрий Бережко — 1 (1, 0, 0), Алексей Казаков — 12 (8, 3, 1), Александр Волков — 15 (11, 4, 0), Александр Янутов (л), Александр Бутько, Максим Михайлов — 8 (5, 2, 1), Владимир Мельник, Денис Калинин — 4 (4, 0, 0), Антон Асташенков. Очки — 111:103 (атака — 61:49, блок — 12:13, подача — 4:8, ошибки соперника — 34:33). Время матча — 2:12. Ciudad Deportiva. 15 000 зрителей. Отчёт.                                         | |
| № 4 (434) | 19 июня. Гавана. Куба — Россия — 2:3 (21:25, 25:19, 25:18, 20:25, 13:15). Мировая лига. Интерконтинентальный раунд          |
| Куба: Йоандри Диас — 2 (0, 2, 0), Роландо Сепеда — 19 (15, 3, 1), Вильфредо Леон — 26 (23, 1, 2), Йоандри Леаль — 13 (11, 2, 0), Османи Камехо — 4 (3, 1, 0), Роберланди Симон — 9 (5, 4, 0), Кейбель Гутьеррес (л), Одельвис Доминико, Мигель Дальмау — 4 (3, 1, 0). Россия: Сергей Гранкин — 3 (0, 2, 1), Семён Полтавский — 11 (10, 1, 0), Евгений Сивожелез — 12 (10, 2, 0), Юрий Бережко — 13 (11, 1, 1), Алексей Казаков — 9 (6, 2, 1), Александр Волков — 13 (9, 2, 2), Александр Янутов (л), Александр Бутько, Максим Михайлов — 9 (7, 2, 0), Денис Калинин, Антон Асташенков, Владимир Мельник. Очки — 104:102 (атака — 60:53, блок — 14:12, подача — 3:5, ошибки соперника — 27:32). Время матча — 2:00. Ciudad Deportiva. 15 000 зрителей. Отчёт.                                                                                   | |
| № 5 (435) | 27 июня. Хабаровск. Россия — Болгария — 1:3 (29:31, 25:16, 23:25, 20:25). Мировая лига. Интерконтинентальный раунд          |
| Россия: Сергей Гранкин, Семён Полтавский — 18 (16, 2, 0), Сергей Тетюхин — 12 (10, 1, 1), Юрий Бережко — 6 (5, 0, 1), Александр Волков — 11 (7, 3, 1), Алексей Кулешов — 6 (3, 2, 1), Алексей Вербов (л), Александр Бутько, Максим Михайлов — 4 (4, 0, 0), Евгений Сивожелез — 7 (6, 0, 1), Алексей Казаков — 10 (4, 6, 0). Болгария: Андрей Жеков — 3 (1, 1, 1), Владимир Николов — 19 (17, 2, 0), Матей Казийски — 19 (14, 3, 2), Мирослав Градинаров — 2 (1, 1, 0), Красимир Гайдарски — 8 (3, 4, 1), Светозар Иванов — 9 (5, 3, 1), Теодор Салпаров (л), Методи Ананиев — 15 (10, 3, 2), Христо Цветанов, Цветан Соколов. Очки — 97:97 (атака — 55:51, блок — 14:17, подача — 5:7, ошибки соперника — 23:22). Время матча — 1:48. «Платинум Арена». 6895 зрителей. Отчёт.                                                                  | |
| № 6 (436) | 28 июня. Хабаровск. Россия — Болгария — 3:0 (25:22, 25:18, 25:22). Мировая лига. Интерконтинентальный раунд                 |
| Россия: Сергей Гранкин — 2 (0, 1, 1), Семён Полтавский — 10 (8, 1, 1), Евгений Сивожелез — 9 (6, 3, 0), Сергей Тетюхин — 11 (10, 1, 0), Алексей Казаков — 6 (4, 2, 0), Александр Волков — 9 (8, 1, 0), Алексей Вербов (л), Александр Бутько, Максим Михайлов — 1 (1, 0, 0), Алексей Кулешов, Юрий Бережко — 4 (3, 1, 0). Болгария: Андрей Жеков — 1 (1, 0, 0), Владимир Николов — 2 (1, 1, 0), Матей Казийски — 11 (9, 1, 1), Методи Ананиев — 7 (7, 0, 0), Красимир Гайдарски, Светозар Иванов — 2 (1, 1, 0), Теодор Салпаров (л), Георгий Братоев — 3 (1, 2, 0), Цветан Соколов — 16 (15, 0, 1), Христо Цветанов — 2 (2, 0, 0), Теодор Богданов. Очки — 75:62 (атака — 40:37, блок — 10:5, подача — 2:2, ошибки соперника — 23:18). Время матча — 1:19. «Платинум Арена». 6921 зритель. Отчёт.                                               | |
| № 7 (437) | 4 июля. Хабаровск. Россия — Куба — 3:2 (25:14, 24:26, 19:25, 25:23, 25:23). Мировая лига. Интерконтинентальный раунд        |
| Россия: Сергей Гранкин — 1 (1, 0, 0), Семён Полтавский — 24 (22, 0, 2), Сергей Тетюхин — 15 (13, 1, 1), Юрий Бережко — 12 (12, 0, 0), Александр Волков — 10 (6, 2, 2), Алексей Кулешов — 10 (6, 4, 0), Алексей Вербов (л), Александр Янутов (л), Олег Самсонычев, Максим Михайлов — 7 (6, 1, 0), Алексей Черемисин, Евгений Сивожелез — 5 (4, 0, 1), Антон Асташенков — 1 (1, 0, 0). Куба: Райдель Йерресуэло — 6 (3, 3, 0), Майкл Санчес — 10 (10, 0, 0), Вильфредо Леон — 17 (15, 1, 1), Йоандри Леаль — 17 (16, 1, 0), Османи Камехо — 5 (1, 3, 1), Роберланди Симон — 20 (15, 4, 1), Кейбель Гутьеррес (л), Густаво Лейва, Одельвис Доминико, Роландо Сепеда, Йоандри Диас. Очки — 118:111 (атака — 71:60, блок — 8:12, подача — 6:3, ошибки соперника — 33:36). Время матча — 2:10. «Платинум Арена». 7100 зрителей. Отчёт.               | |
| № 8 (438) | 5 июля. Хабаровск. Россия — Куба — 0:3 (19:25, 17:25, 21:25). Мировая лига. Интерконтинентальный раунд                      |
| Россия: Сергей Гранкин — 1 (0, 0, 1), Семён Полтавский — 11 (10, 1, 0), Сергей Тетюхин — 7 (7, 0, 0), Юрий Бережко — 5 (5, 0, 0), Александр Волков — 8 (7, 1, 0), Алексей Кулешов — 5 (2, 3, 0), Алексей Вербов (л), Олег Самсонычев, Максим Михайлов — 1 (1, 0, 0), Антон Асташенков, Евгений Сивожелез — 6 (5, 0, 1), Владимир Мельник, Алексей Черемисин. Куба: Райдель Йерресуэло — 1 (0, 1, 0), Майкл Санчес — 14 (12, 2, 0), Вильфредо Леон — 10 (7, 0, 3), Йоандри Леаль — 6 (5, 0, 1), Османи Камехо — 7 (4, 3, 0), Роберланди Симон — 12 (6, 4, 2), Густаво Лейва (л), Кейбель Гутьеррес, Одельвис Доминико — 1 (1, 0, 0). Очки — 57:75 (атака — 37:35, блок — 5:10, подача — 2:6, ошибки соперника — 13:24). Время матча — 1:12. «Платинум Арена». 7100 зрителей. Отчёт.                                                             | |
| № 9 (439) | 10 июля. Сургут. Россия — Япония — 3:0 (25:19, 25:12, 25:22). Мировая лига. Интерконтинентальный раунд                      |
| Россия: Сергей Гранкин — 2 (0, 2, 0), Максим Михайлов — 18 (12, 3, 3), Евгений Сивожелез — 11 (10, 1, 0), Юрий Бережко — 8 (7, 0, 1), Алексей Казаков — 2 (1, 0, 1), Алексей Кулешов — 6 (3, 3, 0), Алексей Вербов (л), Александр Бутько, Семён Полтавский — 2 (1, 1, 0), Александр Волков — 7 (6, 1, 0). Япония: Дайсукэ Усами — 1 (1, 0, 0), Кадзуки Маэда — 15 (13, 0, 2), Тацуя Фукудзава — 6 (5, 0, 1), Юта Ёнэяма — 1 (1, 0, 0), Ёсихико Мацумото — 3 (2, 1, 0), Такааки Томимацу — 2 (1, 1, 0), Осаму Танабэ (л), Юсукэ Мацута, Юсукэ Исидзима, Такахиса Отакэ, Такэси Китадзима — 4 (3, 1, 0), Юта Абэ. Очки — 75:53 (атака — 40:26, блок — 11:3, подача — 5:3, ошибки соперника — 19:21). Время матча — 1:14. «Спарта». 5500 зрителей. Отчёт.                                                                                         | |
| № 10 (440) | 11 июля. Сургут. Россия — Япония — 1:3 (23:25, 23:25, 25:22, 21:25). Мировая лига. Интерконтинентальный раунд               |
| Россия: Александр Бутько — 1 (1, 0, 0), Семён Полтавский — 7 (6, 1, 0), Евгений Сивожелез — 12 (11, 0, 1), Юрий Бережко — 16 (13, 2, 1), Алексей Казаков — 6 (3, 3, 0), Александр Волков — 8 (6, 2, 0), Алексей Вербов (л), Александр Янутов (л), Сергей Гранкин — 2 (1, 1, 0), Максим Михайлов — 8 (6, 1, 1), Алексей Кулешов. Япония: Дайсукэ Усами — 2 (1, 1, 0), Кадзуки Маэда — 18 (17, 1, 0), Тацуя Фукудзава — 18 (14, 1, 3), Юта Ёнэяма — 10 (7, 3, 0), Ёсихико Мацумото — 10 (9, 0, 1), Такааки Томимацу — 7 (3, 4, 0), Юсукэ Иноуэ (л), Юсукэ Мацута, Юсукэ Исидзима. Очки — 92:97 (атака — 47:51, блок — 10:10, подача — 3:4, ошибки соперника — 32:32). Время матча — 1:51. «Спарта». 4450 зрителей. Отчёт. | |
| № 11 (441) | 17 июля. Варна. Болгария — Россия — 0:3 (21:25, 27:29, 24:26). Мировая лига. Интерконтинентальный раунд                     |
| Болгария: Андрей Жеков — 2 (1, 1, 0), Владимир Николов — 8 (7, 0, 1), Матей Казийски — 17 (14, 1, 2), Пламен Константинов — 6 (6, 0, 0), Христо Цветанов — 4 (3, 1, 0), Красимир Гайдарски — 3 (3, 0, 0), Теодор Салпаров (л), Методи Ананиев — 1 (1, 0, 0), Цветан Соколов — 5 (5, 0, 0), Светозар Иванов — 4 (2, 2, 0), Тодор Алексиев. Россия: Сергей Гранкин — 1 (0, 0, 1), Максим Михайлов — 17 (12, 4, 1), Сергей Тетюхин — 17 (15, 2, 0), Юрий Бережко — 2 (2, 0, 0), Александр Волков — 4 (3, 1, 0), Алексей Кулешов — 1 (0, 1, 0), Алексей Вербов (л), Алексей Казаков — 7 (5, 1, 1), Олег Самсонычев, Семён Полтавский — 3 (3, 0, 0), Евгений Сивожелез — 7 (7, 0, 0). Очки — 72:80 (атака — 42:47, блок — 5:9, подача — 3:3, ошибки соперника — 22:21). Время матча — 1:22. Дворец культуры и спорта. 6950 зрителей. Отчёт.         | |
| № 12 (442) | 18 июля. Варна. Болгария — Россия — 0:3 (21:25, 22:25, 21:25). Мировая лига. Интерконтинентальный раунд                     |
| Болгария: Андрей Жеков — 1 (0, 1, 0), Владимир Николов — 16 (14, 1, 1), Матей Казийски — 5 (4, 0, 1), Пламен Константинов — 1 (1, 0, 0), Христо Цветанов — 2 (2, 0, 0), Красимир Гайдарски — 5 (3, 1, 1), Теодор Салпаров (л), Тодор Алексиев — 9 (8, 1, 0), Цветан Соколов, Светозар Иванов, Методи Ананиев — 4 (4, 0, 0). Россия: Сергей Гранкин — 4 (2, 1, 1), Максим Михайлов — 16 (11, 4, 1), Евгений Сивожелез — 2 (1, 0, 1), Сергей Тетюхин — 12 (11, 1, 0), Алексей Казаков — 8 (5, 2, 1), Александр Волков — 11 (9, 0, 2), Алексей Вербов (л), Олег Самсонычев, Семён Полтавский — 3 (3, 0, 0), Юрий Бережко — 2 (2, 0, 0). Очки — 64:75 (атака — 36:44, блок — 4:8, подача — 3:6, ошибки соперника — 21:17). Время матча — 1:17. Дворец культуры и спорта. 6750 зрителей. Отчёт.                                                     | |
| № 13 (443) | 23 июля. Белград. США — Россия — 0:3 (22:25, 22:25, 23:25). Мировая лига. Финальный раунд                                   |
| США: Кевин Хансен — 3 (0, 2, 1), Клейтон Стэнли — 6 (6, 0, 0), Шон Руни — 14 (12, 1, 1), Скотт Тузински — 8 (7, 0, 1), Дэвид Ли — 6 (4, 2, 0), Эндрю Хейн — 3 (3, 0, 0), Ричард Лэмбурн (л), Эван Патак — 8 (7, 1, 0), Дэвид Смит, Томас Хофф — 2 (1, 1, 0). Россия: Сергей Гранкин — 1 (1, 0, 0), Максим Михайлов — 12 (10, 1, 1), Сергей Тетюхин — 9 (7, 2, 0), Юрий Бережко — 13 (13, 0, 0), Алексей Казаков — 3 (2, 1, 0), Александр Волков — 8 (7, 1, 0), Алексей Вербов (л), Олег Самсонычев, Семён Полтавский — 6 (5, 0, 1), Алексей Кулешов — 2 (2, 0, 0). Очки — 67:75 (атака — 40:47, блок — 7:5, подача — 3:2, ошибки соперника — 17:21). Время матча — 1:18. Белградская Арена. 1150 зрителей. Отчёт. | |
| № 14 (444) | 24 июля. Белград. Россия — Сербия — 1:3 (23:25, 23:25, 25:23, 21:25). Мировая лига. Финальный раунд                         |
| Россия: Сергей Гранкин, Максим Михайлов — 19 (15, 2, 2), Евгений Сивожелез — 8 (6, 0, 2), Юрий Бережко — 15 (13, 2, 0), Антон Асташенков — 8 (6, 2, 0), Алексей Кулешов — 9 (5, 4, 0), Алексей Вербов (л), Олег Самсонычев, Семён Полтавский — 2 (2, 0, 0), Сергей Тетюхин — 3 (2, 1, 0), Александр Волков. Сербия: Никола Грбич — 7 (1, 5, 1), Иван Милькович — 17 (15, 0, 2), Милош Никич — 14 (12, 2, 0), Никола Ковачевич — 13 (12, 1, 0), Андрия Герич — 6 (5, 0, 1), Марко Подрашчанин — 9 (6, 1, 2), Никола Росич (л), Владо Петкович — 1 (0, 0, 1), Новица Белица, Драган Станкович — 1 (0, 1, 0). Очки — 92:98 (атака — 49:51, блок — 11:10, подача — 4:7, ошибки соперника — 28:30). Время матча — 1:41. Beogradska Arena. 12 360 зрителей. Отчёт.                                                                                   | |
| № 15 (445) | 25 июля. Белград. Бразилия — Россия — 3:0 (25:17, 25:21, 25:21). Мировая лига. Финальный раунд. 1/2 финала                  |
| Бразилия: Бруно — 3 (1, 1, 1), Леандро Висото — 14 (12, 2, 0), Жиба — 16 (12, 1, 3), Мурило — 9 (7, 1, 1), Сидан — 9 (4, 2, 3), Лукас — 2 (2, 0, 0), Сержио (л), Марлон, Родриган — 1 (0, 1, 0). Россия: Сергей Гранкин — 1 (0, 1, 0), Максим Михайлов — 8 (6, 1, 1), Сергей Тетюхин — 4 (2, 2, 0), Юрий Бережко — 10 (10, 0, 0), Алексей Казаков — 3 (2, 1, 0), Александр Волков — 7 (5, 2, 0), Алексей Вербов (л), Олег Самсонычев, Семён Полтавский — 6 (6, 0, 0), Алексей Кулешов, Денис Калинин — 1 (1, 0, 0). Очки — 75:59 (атака — 38:32, блок — 8:7, подача — 8:1, ошибки соперника — 21:19). Время матча — 1:12. Beogradska Arena. 4600 зрителей. Отчёт. | |
| № 16 (446) | 26 июля. Белград. Россия — Куба — 3:0 (25:13, 26:24, 25:16). Мировая лига. Финальный раунд. Матч за 3-е место               |
| Россия: Сергей Гранкин — 1 (0, 1, 0), Максим Михайлов — 10 (7, 1, 2), Сергей Тетюхин — 12 (10, 1, 1), Юрий Бережко — 10 (9, 1, 0), Алексей Казаков — 8 (5, 2, 1), Александр Волков — 11 (4, 2, 5), Алексей Вербов (л), Олег Самсонычев, Семён Полтавский — 2 (1, 0, 1). Куба: Райдель Йерресуэло, Роландо Сепеда — 2 (2, 0, 0), Вильфредо Леон — 5 (3, 1, 1), Йоандри Леаль — 2 (2, 0, 0), Одельвис Доминико, Роберланди Симон — 10 (6, 4, 0), Кейбель Гутьеррес (л), Йоандри Диас, Османи Камехо — 3 (1, 1, 1), Майкл Санчес — 10 (9, 1, 0), Мигель Дальмау — 1 (1, 0, 0), Энри Бель — 1 (1, 0, 0). Очки — 76:53 (атака — 36:25, блок — 8:7, подача — 10:2, ошибки соперника — 22:19). Время матча — 1:06. Beogradska Arena. 4200 зрителей. Отчёт.                                                                                            | |
| № 17 (447) | 7 августа. Тампере. Германия — Россия — 1:3 (20:25, 25:19, 18:25, 19:25). Отборочный турнир чемпионата мира                 |
| Германия: Патрик Штойервальд — 2 (1, 1, 0), Йохен Шёпс — 19 (18, 1, 0), Себастьян Шварц — 4 (3, 0, 1), Роберт Кромм — 5 (5, 0, 0), Маркус Бёме — 5 (5, 0, 0), Макс Гюнтёр — 6 (4, 2, 0), Фердинанд Тилле (л), Симон Тишер, Георг Грозер — 7 (7, 0, 0), Ойген Бакумовски, Бьёрн Андрэ — 7 (6, 1, 0), Георг Вибель. Россия: Сергей Гранкин — 1 (0, 1, 0), Максим Михайлов — 20 (18, 1, 1), Сергей Тетюхин — 16 (15, 1, 0), Юрий Бережко — 12 (12, 0, 0), Александр Волков — 11 (7, 3, 1), Алексей Кулешов — 9 (7, 2, 0), Алексей Вербов (л), Олег Самсонычев, Семён Полтавский — 3 (3, 0, 0), Антон Асташенков — 1 (1, 0, 0). Очки — 82:94 (атака — 49:63, блок — 5:8, подача — 1:2, ошибки соперника — 27:21). Время матча — 1:44. Tampere Ice Hall. 3075 зрителей. Отчёт.                                                                      | |
| № 18 (448) | 8 августа. Тампере. Россия — Бельгия — 3:0 (25:18, 25:22, 25:16). Отборочный турнир чемпионата мира                         |
| Россия: Сергей Гранкин — 2 (1, 0, 1), Семён Полтавский — 14 (13, 1, 0), Сергей Тетюхин — 10 (10, 0, 0), Юрий Бережко — 10 (8, 2, 0), Александр Волков — 9 (7, 1, 1), Алексей Кулешов — 9 (6, 3, 0), Алексей Вербов (л), Антон Асташенков. Бельгия: Йост Борреманс, Герт ван Валле — 20 (18, 1, 1), Кристоф Хохо — 13 (12, 0, 1), Гертьян Клас, Джо ван Декран — 4 (2, 2, 0), Ваутер Верхелст, Берт Дерконинген (л), Ив Крёйнер, Хендрик Тейрлинкс — 1 (0, 1, 0), Жиль Бизе — 1 (1, 0, 0), Кристоф ван Гутем, Маттейс Верханнеман — 5 (4, 1, 0). Очки — 75:56 (атака — 45:37, блок — 7:5, подача — 2:2, ошибки соперника — 21:12). Время матча — 1:14. Tampere Ice Hall. 2970 зрителей. Отчёт. | |
| № 19 (449) | 9 августа. Тампере. Финляндия — Россия — 0:3 (23:25, 17:25, 22:25). Отборочный турнир чемпионата мира                       |
| Финляндия: Микко Эско — 1 (0, 1, 0), Микко Ойванен — 9 (9, 0, 0), Туомас Саммельвуо — 7 (6, 1, 0), Олли Куннари — 5 (5, 0, 0), Константин Шумов — 2 (2, 0, 0), Матти Ойванен — 8 (5, 2, 1), Паси Хивяринен (л), Олли-Пекка Оянсиву — 6 (6, 0, 0), Антти Силтала — 8 (8, 0, 0), Урпо Сивула — 1 (1, 0, 0). Россия: Сергей Гранкин — 2 (0, 1, 1), Семён Полтавский — 17 (13, 3, 1), Александр Косарев — 6 (5, 1, 0), Юрий Бережко — 15 (13, 1, 1), Антон Асташенков — 7 (7, 0, 0), Алексей Кулешов — 7 (5, 2, 0), Алексей Вербов (л), Олег Самсонычев, Сергей Тетюхин — 2 (1, 0, 1), Александр Волков — 2 (2, 0, 0). Очки — 62:75 (атака — 42:46, блок — 4:8, подача — 1:4, ошибки соперника — 15:17). Время матча — 1:18. Tampere Ice Hall. 5485 зрителей. Отчёт.                                                                               | |
| № 20 (450) | 3 сентября. Стамбул. Эстония — Россия — 1:3 (25:20, 17:25, 18:25, 15:25). Чемпионат Европы. Первый групповой этап           |
| Эстония: Керт Тообал — 5 (1, 3, 1), Арго Маресаар — 10 (10, 0, 0), Кейт Пупарт — 9 (7, 1, 1), Яанус Ныммсалу — 10 (8, 2, 0), Янис Сирелпуу — 1 (0, 1, 0), Ардо Креэк — 8 (4, 4, 0), Аско Эсна (л), Раймо Паюсалу, Вейко Лембер, Эрик Яаго — 1 (1, 0, 0), Мартти Росенблатт — 1 (1, 0, 0). Россия: Сергей Гранкин — 1 (0, 0, 1), Семён Полтавский — 16 (12, 1, 3), Денис Бирюков — 13 (12, 0, 1), Юрий Бережко — 2 (2, 0, 0), Александр Волков — 13 (8, 3, 2), Алексей Кулешов — 10 (3, 7, 0), Алексей Вербов (л), Александр Косарев — 13 (10, 2, 1), Вадим Хамутцких — 1 (0, 1, 0), Алексей Черемисин — 5 (2, 2, 1). Очки — 75:95 (атака — 32:49, блок — 11:16, подача — 2:9, ошибки соперника — 30:22). Время матча — 1:32. Abdi İpekçi Arena. 600 зрителей.                                                                                  | |
| № 21 (451) | 5 сентября. Стамбул. Россия — Нидерланды — 3:2 (25:23, 25:22, 21:25, 23:25, 15:10). Чемпионат Европы. Первый групповой этап |
| Россия: Сергей Гранкин — 2 (0, 1, 1), Максим Михайлов — 23 (17, 4, 2), Сергей Тетюхин — 9 (8, 1, 0), Юрий Бережко — 14 (11, 1, 2), Александр Волков — 12 (11, 1, 0), Алексей Кулешов — 10 (5, 5, 0), Алексей Вербов (л), Денис Бирюков — 4 (3, 1, 0), Вадим Хамутцких, Семён Полтавский, Алексей Черемисин — 3 (3, 0, 0). Нидерланды: Янник ван Харскамп — 4 (3, 1, 0), Кай ван Дейк — 2 (2, 0, 0), Роберт Хорстинк — 19 (17, 0, 2), Йерун Троммел — 4 (4, 0, 0), Витзе Койстра — 10 (6, 3, 1), Роб Бонтье — 2 (2, 0, 0), Йелте Ман (л), Йерун Раувердинк — 9 (9, 0, 0), Нильс Клапвейк — 17 (14, 3, 0), Ларс Лорсхейд — 8 (6, 2, 0). Очки — 109:105 (атака — 58:63, блок — 14:9, подача — 5:3, ошибки соперника — 32:30). Время матча — 1:51. Abdi İpekçi Arena. 425 зрителей.                                                                | |
| № 22 (452) | 6 сентября. Стамбул. Россия — Финляндия — 3:0 (25:12, 25:14, 25:17). Чемпионат Европы. Первый групповой этап                |
| Россия: Сергей Гранкин — 4 (0, 2, 2), Максим Михайлов — 14 (10, 3, 1), Сергей Тетюхин — 13 (11, 1, 1), Юрий Бережко — 11 (10, 0, 1), Александр Волков — 6 (5, 0, 1), Алексей Кулешов — 2 (2, 0, 0), Алексей Вербов (л), Вадим Хамутцких, Алексей Черемисин, Алексей Казаков — 6 (4, 2, 0). Финляндия: Микко Эско — 2 (1, 0, 1), Микко Ойванен — 2 (2, 0, 0), Туомас Саммельвуо, Антти Силтала — 5 (5, 0, 0), Константин Шумов — 3 (2, 1, 0), Матти Ойванен — 4 (2, 2, 0), Паси Хивяринен (л), Олли-Пекка Оянсиву — 7 (7, 0, 0), Матти Хиетанен — 4 (2, 2, 0), Симо-Пекка Олли, Юкка Лехтонен. Очки — 75:43 (атака — 42:21, блок — 8:5, подача — 6:1, ошибки соперника — 19:16). Время матча — 1:04. Abdi İpekçi Arena. 350 зрителей. | |
| № 23 (453) | 8 сентября. Стамбул. Россия — Сербия — 3:1 (25:15, 17:25, 25:21, 25:19). Чемпионат Европы. Второй групповой этап            |
| Россия: Сергей Гранкин — 3 (1, 2, 0), Максим Михайлов — 21 (17, 1, 3), Сергей Тетюхин — 11 (8, 1, 2), Юрий Бережко — 15 (10, 1, 4), Александр Волков — 11 (7, 3, 1), Алексей Казаков — 9 (8, 1, 0), Алексей Вербов (л), Вадим Хамутцких, Алексей Черемисин — 1 (1, 0, 0), Семён Полтавский, Александр Косарев. Сербия: Никола Грбич — 5 (3, 2, 0), Иван Милькович — 18 (15, 2, 1), Боян Янич — 7 (7, 0, 0), Никола Ковачевич — 14 (14, 0, 0), Андрия Герич — 4 (3, 1, 0), Марко Подрашчанин — 10 (7, 3, 0), Марко Самарджич (л), Владо Петкович, Саша Старович. Очки — 92:80 (атака — 52:49, блок — 9:8, подача — 10:1, ошибки соперника — 21:22). Время матча — 1:30. Abdi İpekçi Arena. 175 зрителей. | |
| № 24 (454) | 9 сентября. Стамбул. Италия — Россия — 0:3 (23:25, 21:25, 21:25). Чемпионат Европы. Второй групповой этап                   |
| Италия: Валерио Вермильо — 1 (1, 0, 0), Михал Ласко — 5 (4, 0, 1), Кристиан Савани — 8 (6, 1, 1), Матей Чернич — 6 (6, 0, 0), Эмануэле Бирарелли — 8 (5, 1, 2), Андреа Сала — 9 (6, 3, 0), Лорис Мания (л), Симоне Пароди — 1 (0, 1, 0), Мауро Гавотто — 8 (8, 0, 0), Альберто Чизола — 1 (1, 0, 0), Драган Травица. Россия: Сергей Гранкин — 1 (1, 0, 0), Максим Михайлов — 10 (8, 1, 1), Юрий Бережко — 10 (8, 1, 1), Александр Косарев — 9 (7, 0, 2), Александр Волков — 10 (5, 3, 2), Алексей Казаков — 5 (3, 2, 0), Алексей Вербов (л), Вадим Хамутцких, Алексей Черемисин — 1 (1, 0, 0), Семён Полтавский — 5 (2, 1, 2). Очки — 65:75 (атака — 37:35, блок — 7:8, подача — 3:8, ошибки соперника — 18:24). Время матча — 1:15. Abdi İpekçi Arena. 400 зрителей.                                                                          | |
| № 25 (455) | 10 сентября. Стамбул. Россия — Болгария — 3:0 (25:21, 25:23, 25:22). Чемпионат Европы. Второй групповой этап                |
| Россия: Сергей Гранкин — 3 (1, 1, 1), Максим Михайлов — 6 (4, 0, 2), Юрий Бережко — 10 (8, 0, 2), Сергей Тетюхин — 6 (6, 0, 0), Александр Волков — 10 (7, 2, 1), Алексей Казаков — 4 (3, 1, 0), Алексей Вербов (л), Вадим Хамутцких, Семён Полтавский — 9 (6, 1, 2), Александр Косарев — 2 (1, 0, 1), Денис Бирюков — 6 (6, 0, 0). Болгария: Андрей Жеков — 1 (0, 1, 0), Владимир Николов — 3 (3, 0, 0), Матей Казийски — 7 (6, 0, 1), Валентин Братоев — 2 (0, 0, 2), Христо Цветанов — 3 (3, 0, 0), Виктор Йосифов — 4 (4, 0, 0), Теодор Салпаров (л), Георгий Братоев — 1 (0, 0, 1), Красимир Гайдарски, Цветан Соколов — 16 (15, 1, 0), Методи Ананиев — 2 (2, 0, 0), Тодор Алексиев — 2 (2, 0, 0). Очки — 75:66 (атака — 42:37, блок — 5:2, подача — 9:4, ошибки соперника — 19:23). Время матча — 1:18. Abdi İpekçi Arena. 550 зрителей. | |
| № 26 (456) | 12 сентября. Измир. Россия — Франция — 2:3 (18:25, 22:25, 27:25, 25:15, 15:17). Чемпионат Европы. 1/2 финала                |
| Россия: Сергей Гранкин — 3 (2, 1, 0), Максим Михайлов — 18 (16, 2, 0), Юрий Бережко — 17 (15, 1, 1), Сергей Тетюхин — 2 (1, 1, 0), Александр Волков — 9 (8, 1, 0), Алексей Казаков — 13 (9, 4, 0), Алексей Вербов (л), Вадим Хамутцких, Семён Полтавский — 8 (7, 1, 0), Александр Косарев — 10 (5, 3, 2), Денис Бирюков. Франция: Янник Базен — 5 (3, 0, 2), Антонен Рузье — 24 (19, 4, 1), Стефан Антига — 14 (11, 2, 1), Гийом Самика — 22 (19, 2, 1), Ромен Вадело — 10 (7, 1, 2), Оливье Киффер — 4 (4, 0, 0), Юбер Энно (л), Эдуар Роландсон — 1 (1, 0, 0), Тоафа Таканико, Самуэль Туиа — 1 (1, 0, 0). Очки — 107:107 (атака — 63:65, блок — 14:9, подача — 3:7, ошибки соперника — 27:26). Время матча — 2:02. Halkapınar Sport Hall. 800 зрителей.                                                                                     | |
| № 27 (457) | 13 сентября. Измир. Болгария — Россия — 3:0 (25:18, 26:24, 25:21). Чемпионат Европы. Матч за 3-е место                      |
| Болгария: Андрей Жеков — 3 (0, 2, 1), Владимир Николов — 11 (8, 2, 1), Матей Казийски — 14 (12, 1, 1), Тодор Алексиев — 14 (11, 3, 0), Христо Цветанов — 2 (0, 2, 0), Виктор Йосифов — 10 (5, 3, 2), Теодор Салпаров (л), Красимир Гайдарски, Методи Ананиев, Цветан Соколов — 5 (4, 1, 0). Россия: Сергей Гранкин — 2 (0, 2, 0), Максим Михайлов — 11 (10, 0, 1), Юрий Бережко — 15 (12, 2, 1), Сергей Тетюхин — 3 (3, 0, 0), Александр Волков — 8 (6, 2, 0), Алексей Казаков — 7 (4, 3, 0), Алексей Вербов (л), Вадим Хамутцких, Семён Полтавский — 1 (1, 0, 0), Денис Бирюков — 3 (2, 1, 0). Очки — 76:63 (атака — 40:38, блок — 14:10, подача — 5:2, ошибки соперника — 17:13). Время матча — 1:18. Halkapınar Sport Hall. 950 зрителей.                                                                                                   | |

## Неофициальные матчи
| Товарищеские матчи в Турции |
| 31 августа. Турция — Россия — 1:3 (23:25, 25:22, 12:25, 21:25) Россия: Сергей Гранкин — 3, Семён Полтавский — 17, Сергей Тетюхин — 7, Юрий Бережко — 3, Алексей Кулешов — 5, Александр Волков — 7, Алексей Вербов (л), Денис Бирюков — 9, Александр Косарев — 9, Алексей Черемисин — 2, Вадим Хамутцких.                         |
| 1 сентября. Турция — Россия — 1:3 (25:21, 23:25, 21:25, 21:25) Россия: Сергей Гранкин, Семён Полтавский — 11, Сергей Тетюхин — 7, Юрий Бережко — 12, Алексей Кулешов — 6, Александр Волков — 14, Алексей Вербов (л), Александр Янутов (л), Денис Бирюков — 8, Александр Косарев — 4, Алексей Черемисин — 2, Вадим Хамутцких — 1. |

## Игроки сборной в 2009 году
| Игрок             | Год рождения | Амплуа       | Клуб                           | Турниры и игры | Турниры и игры | Турниры и игры | Всего матчей | Очки              |
| Игрок             | Год рождения | Амплуа       | Клуб                           | МЛ             | ОЧМ            | ЧЕ             | Всего матчей | Очки              |
| ----------------- | ------------ | ------------ | ------------------------------ | -------------- | -------------- | -------------- | ------------ | ----------------- |
| Антон Асташенков  | 1981         | блокирующий  | «Искра»                        | 7 (1)          | 3 (1)          |                | 10           | 23 (20, 3, 0)     |
| Юрий Бережко      | 1984         | доигровщик   | «Динамо»                       | 16 (14)        | 3 (3)          | 8 (8)          | 27           | 274 (237, 18, 19) |
| Денис Бирюков     | 1988         | доигровщик   | «Локомотив-Белогорье»          |                |                | 5 (1)          | 5            | 26 (23, 2, 1)     |
| Александр Бутько  | 1986         | связующий    | «Искра»                        | 6 (1)          |                |                | 6            | 1 (1, 0, 0)       |
| Алексей Вербов    | 1982         | либеро       | «Искра», «Зенит»               | 14             | 3              | 8              | 25           |                   |
| Александр Волков  | 1985         | блокирующий  | «Динамо»                       | 16 (14)        | 3 (2)          | 8 (8)          | 27           | 241 (174, 46, 21) |
| Сергей Гранкин    | 1985         | связующий    | «Динамо»                       | 16 (15)        | 3 (3)          | 8 (8)          | 27           | 50 (13, 24, 13)   |
| Алексей Казаков   | 1976         | блокирующий  | «Урал», «Локомотив»            | 13 (11)        |                | 6 (5)          | 19           | 136 (83, 44, 9)   |
| Денис Калинин     | 1984         | доигровщик   | «Искра»                        | 4 (—)          |                |                | 4            | 5 (5, 0, 0)       |
| Александр Косарев | 1977         | доигровщик   | «Факел»                        |                | 1 (1)          | 5 (1)          | 6            | 40 (28, 6, 6)     |
| Алексей Кулешов   | 1979         | блокирующий  | «Искра»                        | 10 (6)         | 3 (3)          | 3 (3)          | 16           | 86 (49, 36, 1)    |
| Владимир Мельник  | 1980         | доигровщик   | «Урал»                         | 5 (2)          |                |                | 5            | 11 (9, 2, 0)      |
| Максим Михайлов   | 1988         | диагональный | «Ярославич»                    | 14 (7)         | 1 (1)          | 7 (7)          | 22           | 261 (203, 34, 24) |
| Семён Полтавский  | 1981         | диагональный | «Динамо»                       | 16 (9)         | 3 (2)          | 7 (1)          | 26           | 222 (187, 19, 16) |
| Олег Самсонычев   | 1982         | связующий    | «Искра»                        | 10 (—)         | 2 (—)          |                | 12           | 1 (1, 0, 0)       |
| Евгений Сивожелез | 1986         | доигровщик   | «Динамо»                       | 13 (7)         |                |                | 13           | 102 (82, 9, 11)   |
| Сергей Тетюхин    | 1975         | доигровщик   | «Локомотив-Белогорье», «Зенит» | 10 (9)         | 3 (2)          | 6 (6)          | 19           | 174 (150, 17, 7)  |
| Вадим Хамутцких   | 1969         | связующий    | «Ярославич»                    |                |                | 8 (—)          | 8            | 1 (0, 1, 0)       |
| Алексей Черемисин | 1980         | диагональный | «Зенит»                        | 4 (—)          |                | 5 (—)          | 9            | 20 (15, 3, 2)     |
| Александр Янутов  | 1983         | либеро       | «Газпром-Югра»                 | 4              |                |                | 4            |                   |

## Дополнительные факты
- В 2009 году на аренах Хабаровска и Сургута, впервые принимавших матчи сборной России, был установлен новый рекорд посещаемости домашних поединков национальной команды в рамках интерконтинентальных раундов Мировой лиги — 6332 зрителя в среднем за игру. Предыдущий рекорд (4555 зрителей за матч) держался с 2002 года[11].
- Матч чемпионата Европы против сборной Финляндии стал 200-м матчем за сборную в карьере Алексея Кулешова. Он стал шестым представителем символического Клуба Сергея Тетюхина, открытого в начале 2009 года газетой «Спорт-Экспресс»[12]. К сожалению, в юбилейной игре блокирующий российской команды получил повреждение, неудачно приземлившись на ногу после атаки, и в оставшихся матчах турнира участия не принимал.